# 보지
보지는 여성의 성기를 표현하는 한국어의 표준어이다.

## 어원

### 고유어설
서정범은 ‘보지’와 ‘씹’의 어원을 고유어로 보았다. ‘보지’의 어근 ‘볻’은 ‘뿌리’[根]를 뜻하는 조어(祖語) 형태 ‘불’과 동계어이며, 몽골어에서 여음(女陰)을 뜻하는 ‘ütügüü’의 재구된 조어형 ‘pütügüü’의 어근 ‘put’, 일본어에서 여음을 뜻하는 ‘hoto’의 재구된 조어형 ‘poto’의 어근 ‘pot’, ‘penčyo’의 어근 ‘pec~pet’의 조어 형태 ‘pot’과도 동계어이다. ‘씹’은 ‘씨’[種]를 뜻하는 조어 어근 ‘싣’에 접미사 ‘-입’이 결합한 형태이다. 고대의 언어에서 합성어가 만들어지기는 쉬운 일이 아니었으므로, ‘싣’과 결합한 것은 어휘형태소 ‘입’[口]이 아니라 문법형태소 ‘-입’으로 여겨진다. 아이누어에서 ‘자손, 혈통’을 뜻하는 ‘sani’의 어근 ‘san’, 일본어에서 ‘음핵’을 뜻하는 ‘sane’의 어근 ‘san’의 조어형 ‘sat’과도 동계어이다.
한편, 윤구병은 자궁을 아기를 감싸는 보(褓)에 비유하여 거기에 ‘어린 것’을 뜻하는 ‘-아지’가 붙어 ‘보지’가 되었으며, 달리 ‘씨’를 받아들이는 ‘입’이기에 ‘씹’이 되었다고 본다.
<보지, 자지>에서 지는 전체의 일부인 가지를 뜻하는 <지>가 말꼬리로 달려 있다. 그러므로 어근은 <보,자>가 되는 것이다. 원래 문자는 모양을 그리다가 상징적으로 간략히 정리하여 쓰는 것인데, 형상으로 뜻을 전하는 상형문자와, 말을 전하기 위한 상형문자가 공존하였는데, 지금 한자에 뜻과 음이 함께 있는 것도 그런 이유이다. 요나라는 고려보다 몇년 먼저 건국을 하였고, 스스로 고려(고구려)를 이어서 일어났다고 하였는데, 요나라 태종원년 高麗文사전을 편찬하였다. 아마도 고구려시대 언문으로 보이는데, 그 글자 모양은 대다수가 훈민정음과 같고 일부는 다르다. 거기에도 ㅈ,ㅂ 등의 자소가 있고, 이것을 모아쓰기한 글자가 4천여자가 나와 있는데, 현재의 한국어와는 많이 달라서 보고 금방 이해할 수 있는 것은 별로 없으나, 땅(地)이나 여(女)를 <누이>라고 한다는 등은 이해가 되기도 한다.
<ㅂ>이 보지 즉 여성기를 상징적 기호로 그린 것이고, <ㅈ>이 남성기 즉 자지나 조지를 상징적 기호로 그린 것으로, 그 초성이 고구려에서부터 훈민정음 내지 현대한글에 이르기 까지 통일성이 있는 것으로 보인다.
<씹>은 사전에 <성숙한 보지>로 풀이 되어 있다. 또는 성교의 낮은 말. <씹>의 어원은 십(十)에서 온 것으로 보인다. 글자 조형은 하나일(一)과 뚫을곤(ㅣ)을 합친 것이다. 수평으로 째진 것을 수직으로 뚫고 들어간 형상이, 음양성기가 교합하는 뜻으로 써온 말이다.  

### 중국어설
심재기, 조항범 등의 학자는 ‘보지’가 중국어에서 유래하였다고 본다. 근세 중국어에는 여성의 성기를 가리키는 말로 평어 ‘屄𡲰’(비추: 비쥬)와 완곡어 ‘八子’(팔자: 바즈)가 있었는데, 오늘날에도 외국어 단어를 완곡어로 차용하듯 근대 한국어 시기에도 여성의 성기를 지칭하고자 외국어인 중국어 단어 ‘바즈’를 차용하여 한국식으로 발음한 것이 ‘보지’라는 것이다. ‘屄𡲰’(비추)와 ‘八子’(팔자)는 조선 중기 역관들의 중국어 학습용 사전인 《역어유해》에 뜻과 소리가 기록되어 있다.

### 산스크리트어설
최남선은 ‘습파’(濕婆, Śiva, 시바)가 ‘씹’의 어원이라고 추측하였다. 시바교에서는 주로 남근을 ‘자재천’(自在天) 또는 ‘습파’라고 숭배하는데, 시바교의 종파 중에는 여근을 숭배하기도 하며, 이것이 남녀 간의 성교를 지칭하는 은어로 쓰이다가 여근을 가리키는 말로 바뀌었다는 것이 그의 추론이다. 또한 그는 시대, 지방, 사정에 따라 남근을 숭배하는 시바교파와 여근을 숭배하는 시바교파가 우위를 점하는 것이 교체될 수 있어 남신인 시바를 뜻하는 ‘습파’가 여근을 의미하게 될 수도 있다며, 여근을 숭배하는 교파가 우세한 《대당서역기》 건타라국(建馱羅國) 이야기가 존재함을 그 근거로 들었다.

### 민간어원
‘보지’와 ‘씹’은 조선 시대 이항복과 이황의 남녀 생식기관 명칭에 관한 질문과 답변 내용에서 비롯되었다는 설이 있다. 이 설에 의하면 여성의 생식기는 걸어 다닐 때 감추어진다고 하여 ‘보장지’(步藏之)라 한 것인데, 말하기 쉽도록 하기 위하여 ‘藏’(장) 자를 빼고 ‘보지’라고 하였다고 한다. 또 여성의 생식기는 음기(陰氣)를 지녀 ‘濕’(습) 자의 발음을 따라 ‘습’이라 한 것인데, 이것이 발음하기 편하게 변하여 ‘씁>씹’이 되었다고 한다.
남명 조식과 이황을 주인공으로 한 비슷한 이야기가 19세기 중반에서 20세기 초 사이에 필사된 패설집인 《기이재상담》(紀伊齋常談)과 1943년 11월에 필사된 패설집인 《각수록》(覺睡錄)에 각각 몇 글자 다르게 실려 있다. 이러한 이야기는 근엄한 성리학자들이 성에 관하여 어떤 태도를 드러낼지가 호기심을 유발하기 때문에 전승될 수 있었으며, 유연한 사고를 지닌 인물의 덕이 높게 설정됨으로써 그의 학문을 주류 사상으로 격상하는 기능을 한다. 그러나 실제로 주류 사상 쪽의 학문이 높음을 이야기하려는 것은 아니며, 양쪽을 모두 조롱하게 된다. 특히 〈보지자지〉(寶之刺之)에는 조식의 실천적인 학문관과 상대적으로 유연한 이황의 학문관이 반영되었다.
 朝鮮明宗朝嶺南, 退溪李先生, 道尊德備, 望重一國. 其時南溟曺先生, 亦與退溪先生齊名. 士人某欲試兩先生之德, 幣衣草屩幞頭, 而訪南冥先生, 揖而不拜, 箕脚而坐曰, “願先生敎我, 請問保之邦言 陰門曰 保之者, 何也?” 南冥蹙顔不對人, 問曰, “刺之邦言 陽物曰 刺之者, 何也?” 南冥發怒, 使弟子歐逐曰, “此狂人也. 不可近之.” 士人出門, 更訪退溪先生, 不拜箕脚而坐, 問曰, “保之者, 何也?” 先生曰, “步藏之者, 而寶而不市者也.” 又問曰, “刺之者, 何也?” 先生曰, “坐藏之者, 而刺而不兵者也.” 士人於是, 知退溪先生之德優於南冥.
 — 〈寶之刺之〉, 《紀伊齋常談》
조선 명종 때 영남에는 이퇴계 선생이 살았는데, 도가 높고 덕을 갖추었으며, 명망이 나라에서 가장 높았다. 그때 조남명 선생은 퇴계 선생과 이름을 나란히 하였다. 어느 선비가 두 선생의 덕을 시험하고자 하여, 낡은 옷과 짚신, 복두(幞頭) 차림으로 남명 선생을 찾아, 읍하되 절은 하지 않고, 다리를 뻗으며 앉아 말하기를, “원컨대 선생께서 저를 가르쳐 주십시오. 대체 ‘보지’우리말로 음문을 ‘보지’라고 이른다.란 무엇입니까?” 하였다. 남명이 얼굴을 찌푸리며 그를 대하지 않자, 묻기를, “‘자지’우리말로 양물을 ‘자지’라고 이른다.란 무엇입니까?” 하였다. 남명이 노하여 제자들로 하여금 쫓으며 말하기를, “저놈 미친놈이다. 가까이 하지 말라.” 하였다. 선비가 문을 나서, 이번에는 퇴계 선생을 찾아, 절하지 않고 다리를 뻗으며 앉아 묻기를, “‘보지’란 무엇입니까?” 하였다. 선생이 말하기를, “걸어 다닐 때는 숨어 있는 것이고, 보배 같지만 장사하지 않는 것이다.” 하였다. 또 묻기를, “‘자지’란 무엇입니까?” 하자 선생이 말하기를, “앉아 있을 때는 숨어 있는 것이고, 찌르지만 죽이지 않는 것이다.” 하였다. 선비는 그리하여, 퇴계 선생의 덕이 남명 선생보다 뛰어남을 알았다.

최남선은 이에 대해 “우리 재래의 민간어원론 상에 남녀근(男女根)의 어원을 濕, 燥이니 坐藏之, 步藏之의 약(畧)이니 하는 등은 본디부터 일자음(一字音) 유희로 볼 것이다.”라고 일축하였다. 특히 이항복과 이황이 등장하는 이야기는 민담에 가까우며, 어형이 유사한 한자어를 의도적으로 만들어 낸 후, 그 한자어에 권위를 부여하기 위해 실존인물을 등장시켜 적당히 이야기를 꾸며낸 전형적인 한자 부회에 불과하다는 평가가 다수이다.

## 다른 표현
‘잠지’는 표준국어대사전에 ‘남자아이의 성기를 완곡하게 이르는 말’로 등재되어 있다. 그러나 동남 방언에서는 ‘잠지’로 여성의 음부를 지칭하며, 현대 한국어 언중 사이에서 ‘잠지’는 여성의 생식기를 가리키는 말로 인식된다.
‘공알’은 음핵을 이르는 말이다.

## 같이 보기
- 여성의 생식 기관
- 자지: 남성의 생식 기관에 대한 속어

## 참고 문헌
- 김준형(2005), 〈『覺睡錄』에 나타난 性과 그 의미〉, 《국어문학》 40.
- 서정범 (2019).  박재양, 편집. 《우리말의 뿌리》 개정증보판. 경기: 보고사. ISBN 9791155169155.
- 정병설(2010), 《조선의 음담패설》.
- 최남선 (1929). “朝鮮語男女根名稱語原考”. 《怪奇》. 2호 (東明社). 88-97쪽. 2021년 2월 7일에 확인함.